# Barbara Sternberg
Barbara Sternberg (Toronto, Ontario, Canadá; 24 de marzo de 1945) es una directora de cine experimental. Dirigió películas como Opus 40 (1979), Transitions (1982), At Present (1990), Through and Through (1992) y Midst (1997).

## Primeros años de vida
Sternberg nació en Toronto, Ontario, el 24 de abril de 1945. Uno de sus primeros acercamientos con el arte lo tuvo durante su juventud, al elaborar libros para los miembros de su familia. Al respecto, ha dicho que usar fotografías y texto en estos libros es "similar a la forma en que trabajo ahora".  Su primera película la hizo con una cámara de 16 mm que pertenecía a su padre y con el objetivo de regalársela a su marido. Sternberg dijo: "Mi marido en ese momento no tenía ninguna película casera y apenas algunas fotografías de su infancia; así que quise hacerle esta película casera a fin de crear un pasado para él".
Aunque al principio no consideraba sus películas como obras de arte, con el tiempo empezó a tomarlas en serio. Sternberg asistió a la Universidad Politécnica Ryerson para aprender a hacer películas, pero ignoró lo aprendido en la escuela a fin de hacer películas experimentales. "No pensé en absoluto en el cine industrial", dijo. "Empecé a hacer cosas de una manera que más tarde aprendería a llamar 'experimental'".
Sternberg comenzó su carrera cinematográfica a mediados de la década de 1970 y fue una de las pocas directoras en Canadá que trabajaban en el género de vanguardia en ese momento. Ha recibido una importante atención nacional en Canadá. La Galería Nacional de Canadá, la Galería de Arte de Ontario, la Queen's University y la Universidad de York han adquirido sus películas para sus colecciones.
Además de su reconocimiento nacional, las películas de Sternberg también se han exhibido en varias instituciones internacionales, como el Museo de Arte Moderno de la ciudad de Nueva York y el Centro Georges Pompidou de París.

## Técnicas de dirección
Al inicio de su carrera, Sternberg transfirió imágenes de Super 8 a 16 mm con el objetivo de modificar la imagen original y dar a sus películas un acabado imperfecto. Esta distintiva técnica de filmación la utilizó para dar autenticidad a sus películas. Al hacer que sus películas parecieran fotografías en movimiento, logró "convertir la realidad en imagen".
Debido a su interés en "imágenes que llevan las huellas de la vida, el cuerpo y la materialidad del cine", las películas de Sternberg desdibujaron la línea entre realidad y ficción.  Aunque las películas de Sternberg se caracterizaron inicialmente por su técnica de filmación única, con el tiempo comenzó a utilizar tecnología moderna e incorporarla a su dirección. Al pasar del "vídeo de un solo canal a la instalación, al 16 mm procesado a mano, a los medios digitales y la performance", Sternberg se dedica por completo "a encontrar los vínculos entre el proceso tecnológico y la producción estética".

## Contribución a la escena cinematográfica experimental canadiense
Sternberg ayudó a allanar el camino para otras directoras experimentales en Canadá gracias a la contribución que hizo a la escena cinematográfica experimental de este país. Como señala William Wees, "las mujeres estaban, en el mejor de los casos, marginalmente representadas en el mundo del cine experimental canadiense cuando Sternberg empezó a hacer películas. El reconocimiento que recibieron fue decisivo para abrir un espacio predominantemente masculino al trabajo de las cineastas y videoastas, muchas de las cuales se han beneficiado de sus esfuerzos pioneros sin, sospecho, darse cuenta de quién ayudó a abrirles el camino". 
Sternberg también contribuyó a la escena cinematográfica experimental canadiense al incorporar "una sensibilidad estética femenina" a sus películas. Como resultado, Sternberg pudo aportar una perspectiva femenina al cine experimental canadiense que no estaba presente anteriormente.

## Filmografía
| Year | Title                                                         |
| ---- | ------------------------------------------------------------- |
| 1974 | The Good Times                                                |
| 1976 | A Study in Blue and Pink                                      |
| 1979 | The Cuten Spielers                                            |
| 1979 | Opus 40                                                       |
| 1980 | ' ... The Waters Are the Beginning and the End of All Things' |
| 1981 | (A) Story                                                     |
| 1982 | Transitions                                                   |
| 1985 | A Trilogy                                                     |
| 1989 | Tending Towards the Horizontal                                |
| 1990 | At Present                                                    |
| 1991 | Through and Through                                           |
| 1995 | Beating                                                       |
| 1996 | What Do You Fear?                                             |
| 1997 | C'est la vie                                                  |
| 1997 | Midst                                                         |
| 1997 | Past/Future                                                   |
| 2000 | Awake                                                         |
| 2000 | For Virginia                                                  |
| 2000 | Like a Dream that Vanishes                                    |
| 2000 | Off the 401                                                   |
| 2001 | 4 Women                                                       |
| 2001 | Breaking Out of the play                                      |
| 2002 | Burning                                                       |
| 2002 | New York Counterpoint                                         |
| 2002 | Sunsets                                                       |
| 2003 | Glacial Slip                                                  |
| 2003 | Jakarta                                                       |
| 2003 | (Rome) Skyling                                                |
| 2003 | Tabula Rasa                                                   |
| 2004 | In the Garden                                                 |
| 2004 | So What?                                                      |
| 2005 | Dark                                                          |
| 2005 | Praise                                                        |
| 2005 | Surfacing                                                     |
| 2007 | Once                                                          |
| 2007 | Time Being I                                                  |
| 2007 | Time Being II                                                 |
| 2007 | Time Being III                                                |
| 2007 | Time Being IV                                                 |
| 2008 | After Nature                                                  |
| 2008 | Beginning                                                     |
| 2010 | Love, Winnipeg                                                |
| 2011 | In the Nature of Things                                       |
| 2011 | (Vers)ing                                                     |
| 2013 | Reading Thomas Bernhard                                       |
| 2020 | Once I Am                                                     |

## Reconocimientos
| Año  | Otorgar                                                      | Festival                       | Obra nominada       | Resultado |
| ---- | ------------------------------------------------------------ | ------------------------------ | ------------------- | --------- |
| 1980 | Mejor película experimental                                  | Festival Internacional Super 8 | Opus 40             | Ganadora  |
| 1982 | Mejor película experimental                                  | Festival de Cine del Atlántico | Transitions         | Ganadora  |
| 1982 | Mejor sonido                                                 | Festival de Cine del Atlántico | Transitions         | Ganadora  |
| 1993 | Premio a la Excelencia                                       | Festival de Cine de Ann Arbor  | Through and Through | Ganadora  |
| 2011 | Premio del Gobernador General en Artes Visuales y Mediáticas |                                |                     | Ganadora  |